# Arremonops conirostris
Arremonops conirostris là một loài chim trong họ Emberizidae.